# Othmar Schoeck

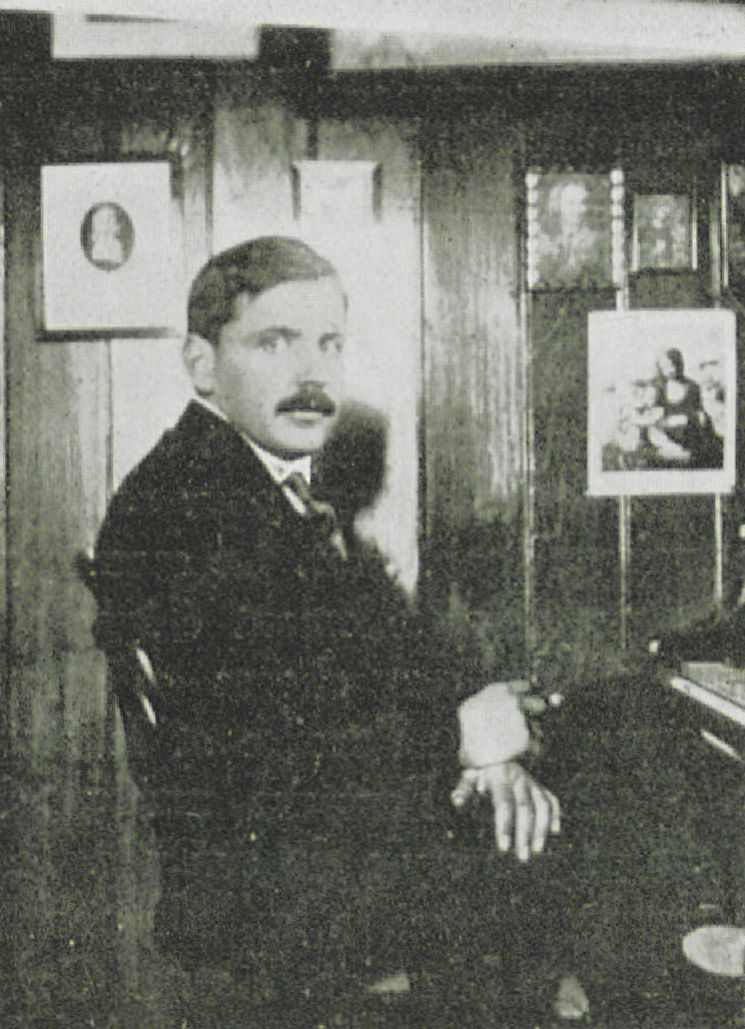
Othmar Schoeck in 1917

Othmar Schoeck (Brunnen aan de Vierwaldstättersee, 1 september 1886 – Zürich, 8 maart 1957) was een Zwitsers componist en dirigent.

## Leven en werk
Als vierde zoon van de kunstschilder Alfred Schoeck (1841-1931) en diens vrouw Agathe Fassbind (1855-1927) zou hij aanvankelijk in de voetsporen van zijn vader treden en ook kunstschilder worden, maar al gauw ging zijn voorkeur uit naar de muziek. Hij ging naar Zürich, waar hij zijn eerste muziekopleiding kreeg aan het conservatorium bij Friedrich Hegar en Lothar Kempter. In 1907 en 1908 volgde hij de "meesterklas" voor compositie bij Max Reger in Leipzig. Medio 1908 ging hij terug naar Zwitserland en vestigde zich in Zürich, waar hij tot het eind van zijn leven bleef wonen. Vanaf 1908 leidde hij als koordirigent verschillende koren in Zürich, waarvoor hij ook muziek schreef. In 1917 werd hij benoemd tot dirigent van de symfonieconcerten van de Concertvereniging van Sankt Gallen, een functie die hij tot 1944 bekleedde. In 1928 kreeg hij een eredoctoraat aan de Universiteit Zürich.
Zijn opera Das Schloss Dürande ging op 3 april 1943, midden in de Tweede Wereldoorlog, in première in de Staatsoper Unter den Linden in Berlijn. Het libretto was geschreven door de dichter Hermann Burte, een nationaalsocialist. Schoecks samenwerking met de operaproducenten en -artiesten in nazi-Duitsland veroorzaakte grote beroering in Zwitserland. In 1937 had hij van het Duitse regime al de omstreden Erwin-von-Steinbach-Preis geaccepteerd. Hoewel hij zelf geen nazi was, was zijn reputatie in eigen land beschadigd. Het hartinfarct dat hij in 1944 kreeg, werd mogelijk door de stress veroorzaakt. Hij kwam er nooit meer helemaal bovenop en het betekende het einde van zijn verbintenis met het orkest van Sankt Gallen. Hij bleef actief als componist, maar over de schaarse naoorlogse composities was hij zelf niet tevreden. Het succes was gering, omdat zijn muziek als "moeilijk" werd beschouwd. Hij stierf in 1957 op 70-jarige leeftijd aan een tweede hartinfarct en ligt begraven op het Friedhof Manegg in Zürich. 
Componist
Door zijn liederen, koorwerken en vioolconcert maakte Schoeck al vroeg naam als componist. Hij volgde bij het componeren een eigen laatromantische stijl, die in al zijn werken te beluisteren is en die invloed vertoont van vooral Wolf, Reger en Busoni. De vernieuwingen van de Tweede Weense School wees hij uitdrukkelijk af. Tot zijn oeuvre behoren acht opera's. De vijfde, Penthesilea (première in januari 1927 in de Semperoper in Dresden), is de bekendste en wordt nog steeds opgevoerd. Hij schreef een groot aantal liederen, waarvan zijn vrouw, de Duitse sopraan Hilde Bartscher (1899-1990), een van de belangrijkste vertolkers was. Ook Emmy Krüger zette zich in voor zijn liedoeuvre, maar die trok zich al in 1931 terug van het concertpodium. Daarnaast componeerde hij orkestwerken, concerten, koorwerken en kamermuziek (waaronder strijkkwartetten, vioolsonates en een sonate voor basklarinet en piano). Schoeck werd op latere leeftijd gekweld door depressies, waardoor de sombere muziek en de tekstkeuze van zijn liederen door sommigen morbide worden gevonden. Door cd-opnamen zijn de complete liederen in de 21e eeuw herontdekt en wordt de rijkdom van dit liedoeuvre erkend.

## Werkenlijst (selectie)

### Pianosolo
- Zwei Klavierstücke, Op. 29
- Ritornelle und Fugetten, Op. 68

### Kamermuziek
Viool en piano
- Sonate in D-majeur, op. 16
- Sonate in E-majeur, op. 46
- Sonate in D-majeur, WoO 22

Cello en piano
- Sonate, WoO 47 (1957)

Strijkkwartetten
- Nr. 1 in D-majeur, op. 23
- Nr. 2 in C-majeur, op. 37
- Kwartetdeel in D-majeur, WoO 75

Overig
- Sonate voor basklarinet en piano, op. 41
- Andante voor klarinet of altviool en piano

### Orkestwerken
- Serenade voor klein orkest, op. 1
- Preludium, Op. 48
- Sommernacht voor strijkorkest, op. 58
- Suite in As-majeur voor strijkorkest, op. 59
- Festlicher Hymnus, op. 64

Concertant
- Vioolconcert quasi una fantasia in Bes-majeur, op. 21
- Serenade voor hobo, althobo en strijkers, op. 27
- Celloconcert met strijkorkest in A-majeur/a-mineur, op. 61 (1947)
- Hoornconcert met strijkers, op. 65

### Theater
Toneelmuziek
- Erwin und Elmire, op. 25
- Das Wandbild, op. 28
- Der Schatz im Silbersee

Opera
- Don Ranudo de Colibrados, op. 27
- Venus, op. 32
- Penthesilea, op. 39
- Massimilla Doni, op. 50
- Das Schloss Dürande, op. 53

### Koormuziek
- Trommelschläge, op. 26
- Vom Fischer un syner fru (cantate), op. 43
- Eichendorff Kantate, op. 49
- Maschinenschlacht, op. 67a
- Gestutzte Eiche, op. 67b
- Seeli voor mannenkoor
- Postillion voor mannenkoor en orkest
- Zimmerspruch voor mannenkoor

### Liederen
Othmar Schoeck heeft meer dan 400 liederen op zijn naam staan op gedichten van onder anderen Goethe, Eichendorff, Lenau, Mörike, Keller en Uhland, de meeste met pianobegeleiding, maar ook met symfonieorkest, kamerensemble of strijkkwartet. Enkele grotere liedercycli zijn:
- Lieder und Gedichte von Uhland und Eichendorff, op. 20
- Von deutscher Seele, op. 28
- Zwölf Hafís-Lieder, op. 33
- Elegie, op. 36
- Gaselen, op. 38
- Lebendig begraben, op. 40
- Notturno, op. 47.
- Wansbecker Liederbuch, op. 52
- Spielmannsweisen, op. 56
- Das stille Leuchten, op. 60